# Edmund Neupert
Pour l’article homonyme, voir Neupert (homonymie).
Carl Fredrik Edmund Neupert, né le 1er avril 1842 – mort le 22 juin 1888 à New York, est un pianiste et compositeur norvégien.